# Poa hybrida
Poa hybrida är en gräsart som beskrevs av Charles Gaudichaud-Beaupré. Poa hybrida ingår i släktet gröen, och familjen gräs. Inga underarter finns listade i Catalogue of Life.